# Yaakov Peri
Aryeh Makhlouf Deri (in ebraico יעקב פרי‎?; Tel Aviv, 20 febbraio 1944) è un politico israeliano ex capo dell'agenzia di sicurezza israeliana Shin Bet ed ex membro della Knesset in rappresentanza del partito Yesh Atid.
Dopo aver diretto lo Shin Bet tra il 1988 e il 1994 ed esserne stato il primo capo nato in Israele, è diventato parlamentare nel 2013 ed è stato nominato ministro della Scienza, della tecnologia e dello spazio, carica che ha ricoperto fino al 2 dicembre 2014. Si è poi dimesso dalla Knesset nel febbraio 2018.